# Felosa-real

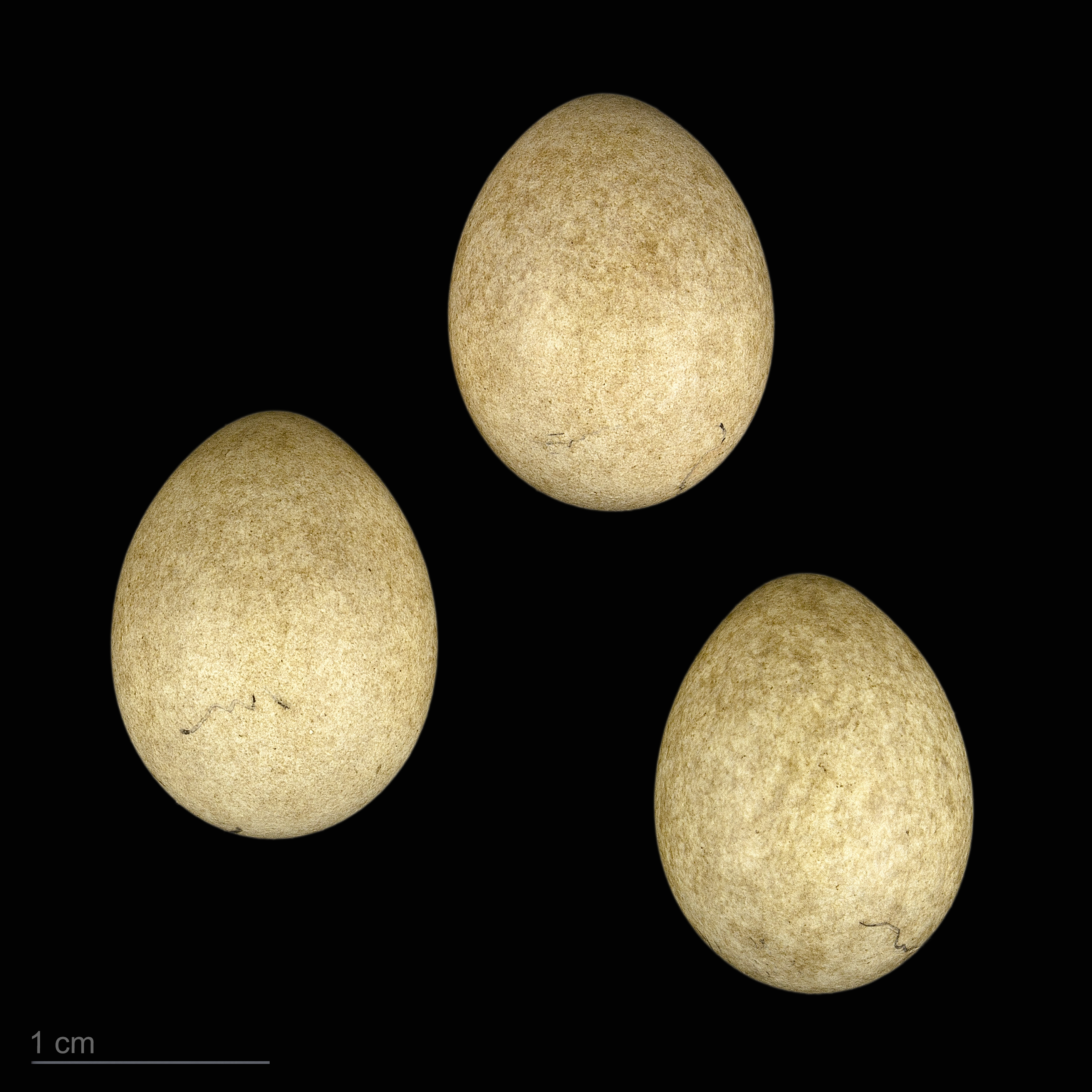
Acrocephalus melanopogon melanopogon - MHNT

A felosa-real (Acrocephalus melanopogon) é uma ave da família Acrocephalidae. É parecida com a felosa-dos-juncos, tendo, tal como esta espécie, uma lista supraciliar branca bastante visível.
Esta felosa nidifica em diversas zonas húmidas do Mediterrâneo e da Ásia, sendo muito rara em Portugal.